# Оливье, Фридрих фон
Вольдемар Фридрих фон Оливье (нем. Woldemar Friedrich von Olivier; 23 апреля 1791, Дессау, Ангальт-Дессау — 5 сентября 1859, Дессау, Ангальт-Дессау) — немецкий живописец, рисовальщик и литограф эпохи романтизма. Член семьи художников Оливье.

## Биография
Фридрих Оливье родился в семье профессора, швейцарского учёного-педагога Людвига Генриха Фердинанда (Луи) Оливье (1759—1815), проживавшего в Дессау с 1780 года, и его жены, придворной оперной певицы Луизы, урождённой Нидхардт (1753—1841). У них было пятеро детей, трое сыновей стали художниками: Генрих Оливье, Фердинанд Иоганн и Вольдемар Фридрих.
Родители находились на службе у просвещённого герцога Леопольда III. Благоприятная духовная духовная атмосфера небольшого герцогства сформировала способности братьев-художников для их дальнейшей профессиональной карьеры.
Вольдемар Фридрих в 1801—1802 годах обучался живописи вместе с братьями у Карла Вильгельма Кольбе-старшего и Христиана Хальдеванга, а также у придворного скульптора Фридемана Хунольда. Вместе с братом Фердинандом Фридрих путешествовал по Гарцу и в 1811 году вместе с ним приехал в Вену, где учился в Академии изобразительных искусств.
После женитьбы Фердинанда на вдове Маргрет Геллер Вольдемар Фридрих переехал к ним в дом. С началом Освободительной войны Германии против Наполеона Фридрих Оливье вместе с поэтом и драматургом Карлом Теодором Кёрнером пешком отправился из Вены в Бреслау (ныне Вроцлав) и добровольцем вступил в формирующийся там Лютцовский свободный корпус (Lützowsche Freikorps). Участвовал в ряде сражений с французами, в том числе в Нидерландах и во Франции, после чего на некоторое время приехал в Англию.
В 1814 году Фридрих вместе с братом Фердинандом Иоганном возвратился в Вену. Три года спустя он с братом снова путешествовал по Зальцбургскому архиепископству. Братьев сопровождали в этой поездке друзья-художники Филипп Фейт, Карл Фроммель, Юлиус Шнорр фон Карольсфельд и Иоганн Рист. В ноябре 1818 года Фридрих фон Оливье, художники Карл Шмидт и Юлиус фон Карольсфельд уехали в Италию. Находясь во Флоренции, Фридрих познакомился со знатоком и собирателем произведений искусства бароном Карлом Фридрихом фон Румором.
Приехав в Рим, друзья познакомились с живущими там в Палаццо Каффарелли при прусском после, князе Христиане Карле фон Бунзен, своими соотечественниками, живописцами и скульпторами Фридрихом Овербеком, Иоганном Давидом Пассаваном, Петером фон Корнелиусом, Иоганнесом Фейтом, Фридрихом Вильгельмом фон Шадовом и Теодором Ребеницем, составлявшими братство художников, получившее в истории искусства название «назарейцы».
В Риме Фридрих Оливье через Юлиуса фон Карольсфельда познакомился с канцлером Пруссии, князем Генрихом Фридрихом Карлом фон Штейном и создал его знаменитый портрет (1821). После 1820 года в Риме Оливье по заказу настоятеля Наумбургского собора Иммануила Христиана Леберехта фон Ампаха написал картину «Христос и фарисеи спорят о мытных деньгах», вошедшую в наумбургский художественный цикл о жизни Иисуса Христа. В 1823 году Фридрих приехал в Вену. Там он вступил в брак с Фанни Геллер, приёмной дочерью своего брата Фердинанда Иоганна. В Вене меняется художественный стиль живописца, он стал ближе к творчеству Ганса фон Маре. Из Вены Фридрих Оливье переехал в Мюнхен. Здесь он, вместе со своим другом Юлиусом фон Карольсфельдом, работал в королевской резиденции по заказам короля Баварии Людвига I. В марте 1848 года в Дессау умер брат художника, Генрих. Фридрих фон Оливье наследовал отцовский дом и приехал в Дессау, где прожил оставшиеся годы.
В произошедшем 6 июня 1931 года большом пожаре в мюнхенском музее «Стеклянный дворец» (Glspalaast München) погибли многие работы Фридриха фон Оливье, в том числе его «Искушение Марии» и «Баварский ландшафт».

## Галерея

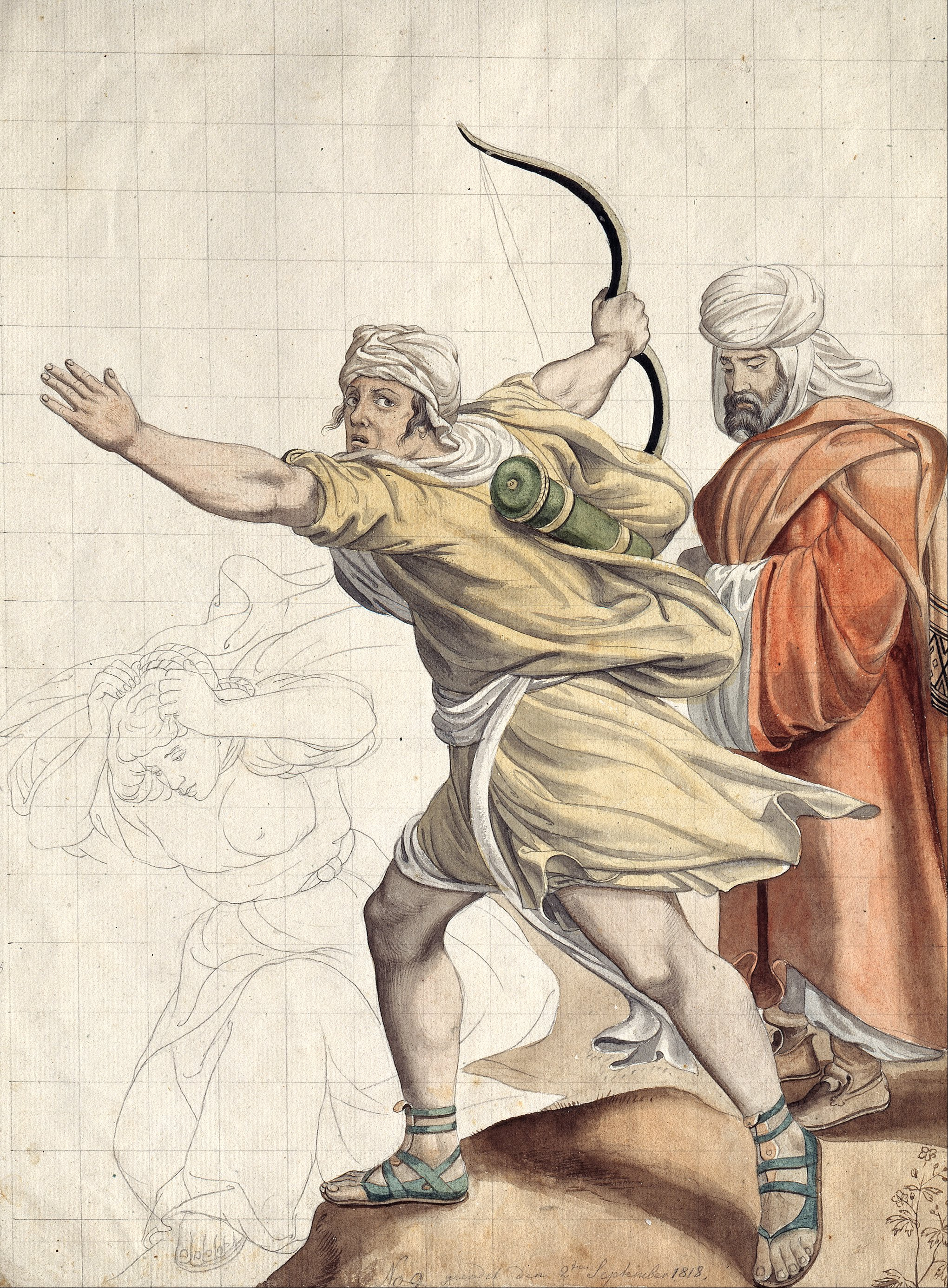
Бегущие лучники. 1818. Кунстпаласт, Дюссельдорф
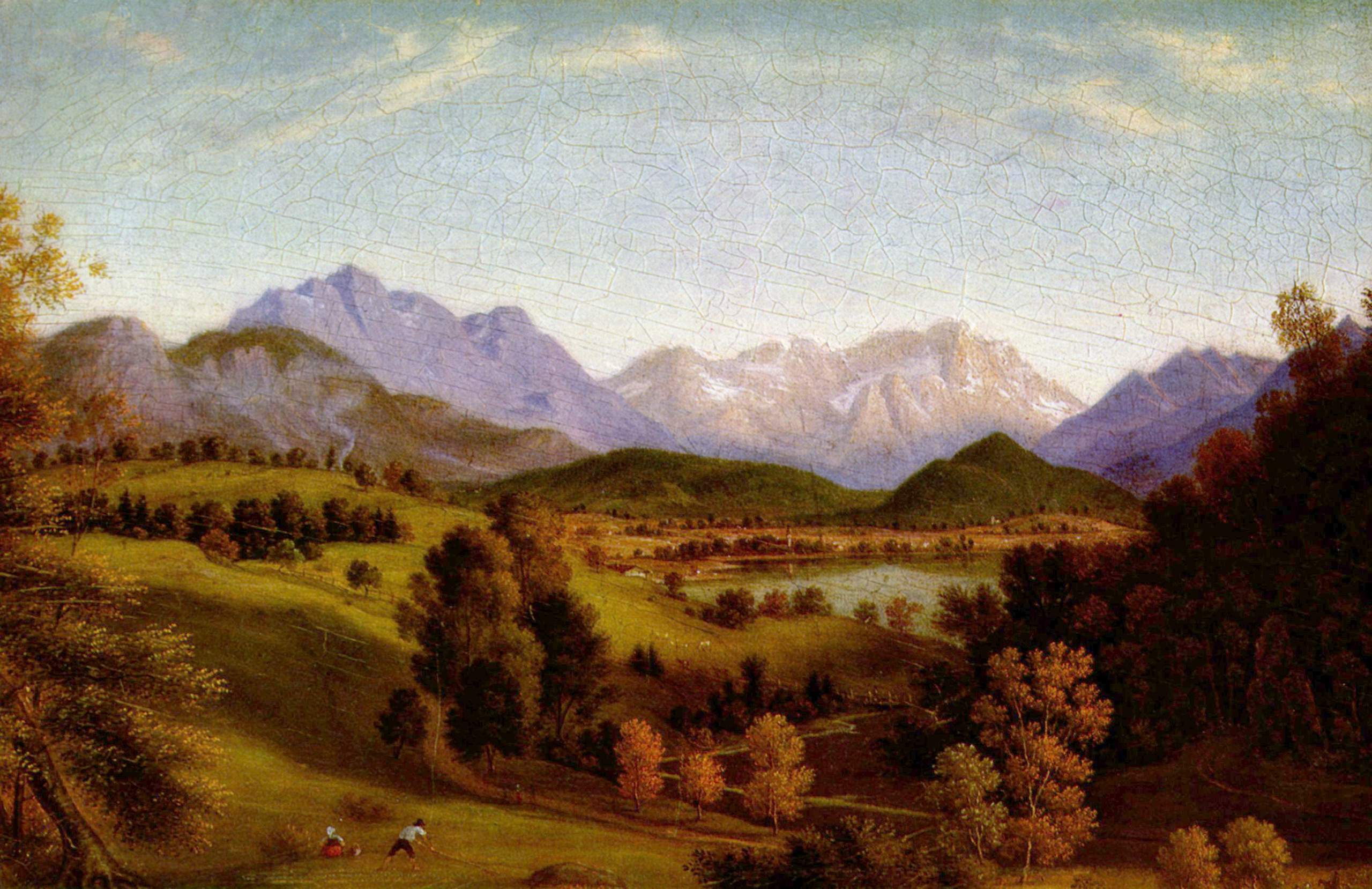
Долина Лойзаха. 1842—1845. Новая Пинакотека, Мюнхен
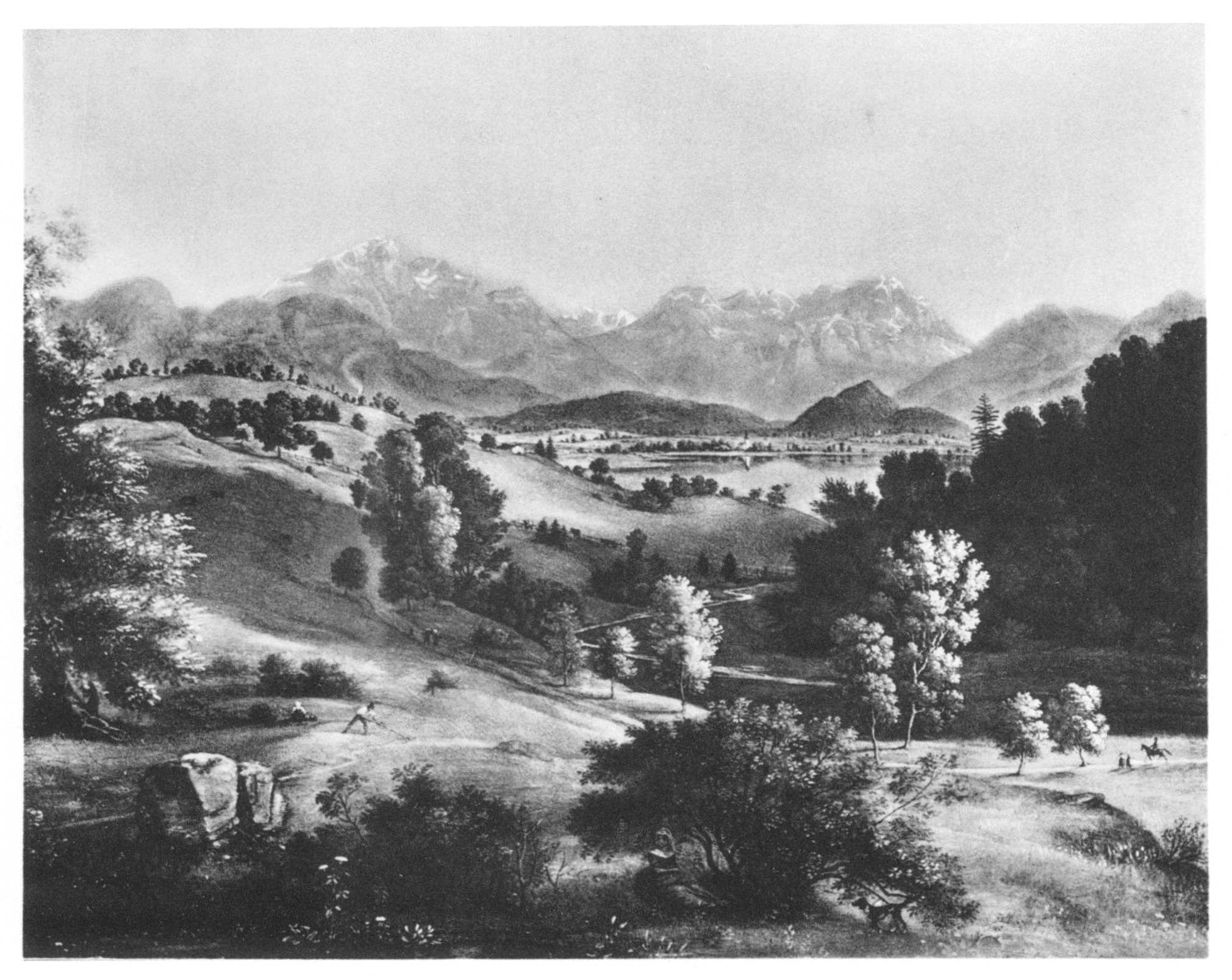
Баварский ландшафт (картина не сохранилась)
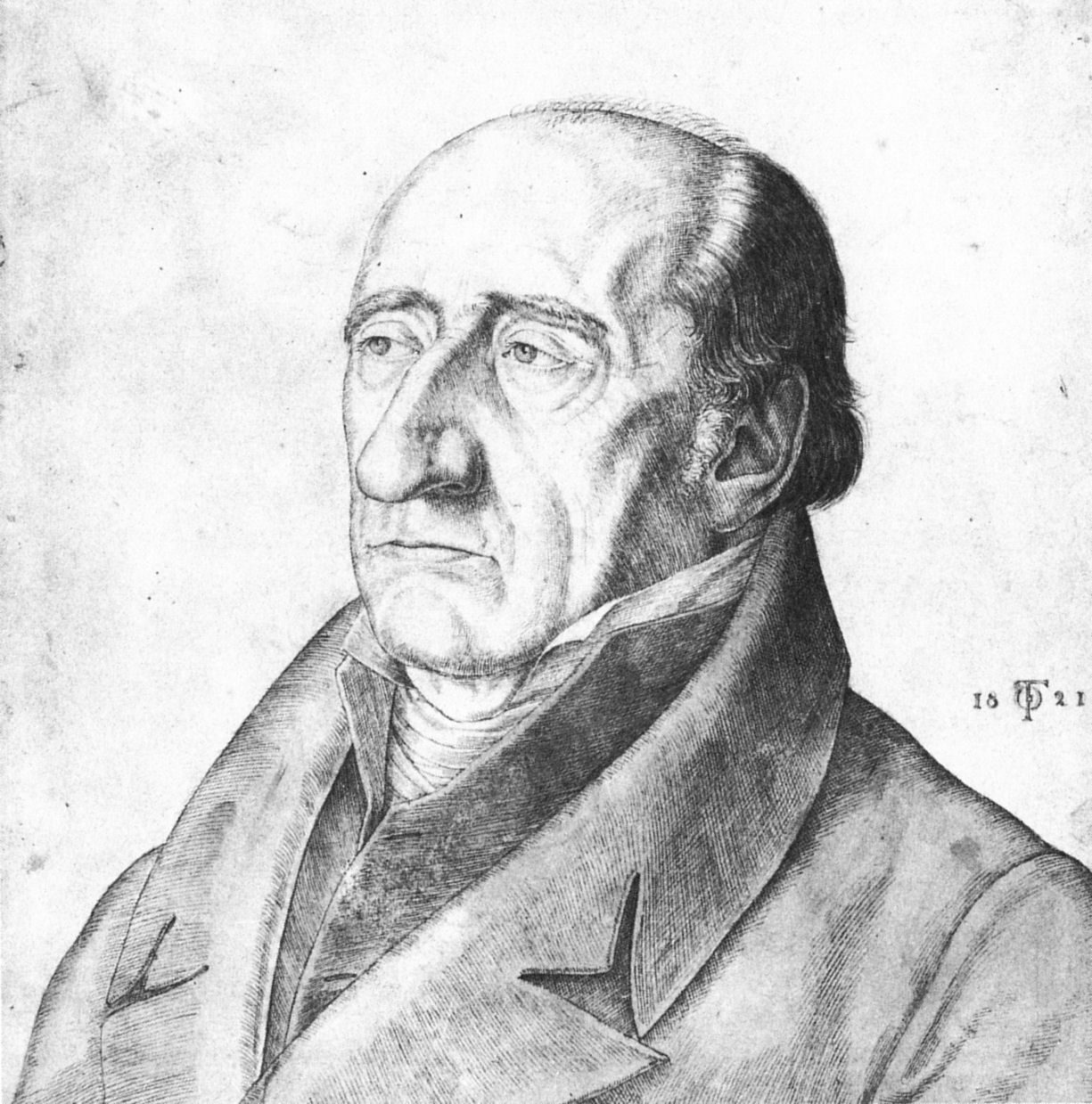
Портрет канцлера Пруссии, князя Генриха Фридриха Карла фон Штейна. 1821. Офорт
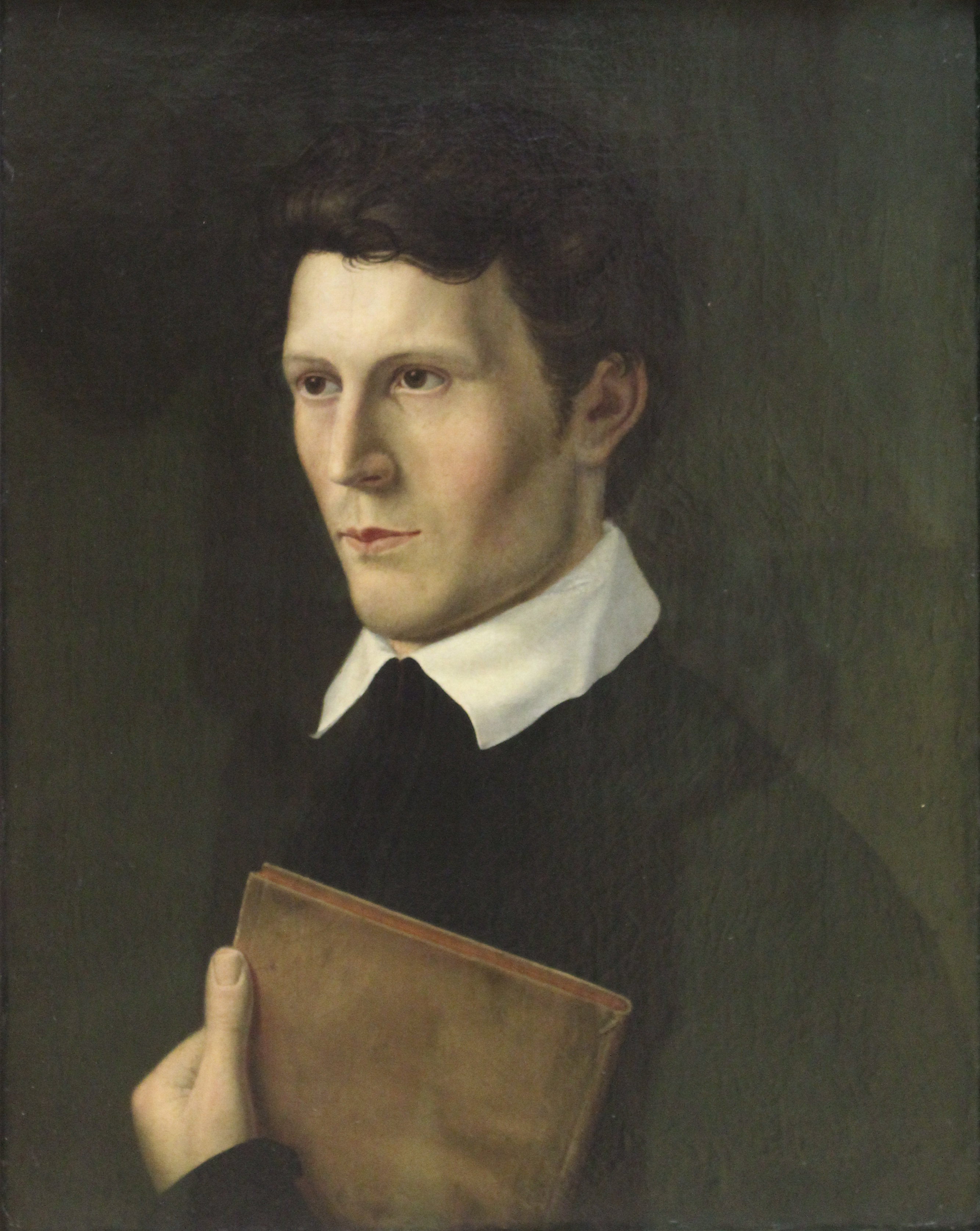
Портрет молодого Юлиуса Шнорр фон Карольсфельда. 1821. Альбертинум, Дрезден
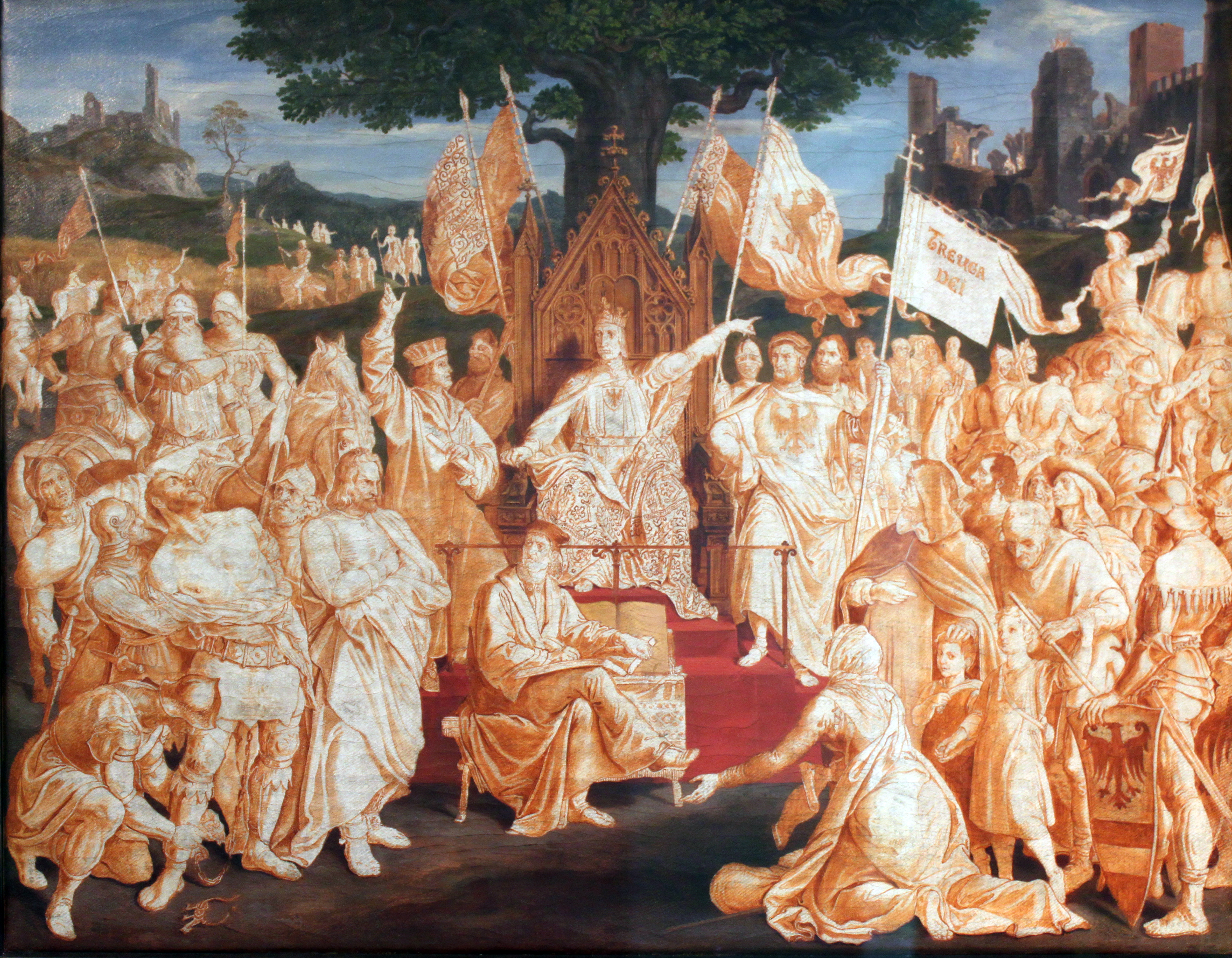
Провозглашение мира императором Рудольфом фон Габсбургом. Ок. 1838. Германский национальный музей, Нюрнберг